# The Man Who Fell to Earth (série télévisée)
The Man Who Fell to Earth est une série télévisée américaine de science-fiction en dix épisodes d'environ 56 minutes créée par Jenny Lumet et Alex Kurtzman, d'après le roman L'Homme tombé du ciel écrit par Walter Tevis en 1963, et diffusée du 24 avril au 3 juillet 2022 sur Showtime, en simultané au Canada sur Crave, et à l'international sur Paramount+.
Il s'agit d'une suite du film L'Homme qui venait d'ailleurs de 1976 mettant en vedette David Bowie,. La série met en vedette Chiwetel Ejiofor dans le rôle d'un extraterrestre qui arrive sur la planète Terre et Bill Nighy, qui joue le rôle initialement joué par Bowie dans le film de 1976.
En octobre 2022, la chaîne annonce l'annulation de la série au terme de sa première et unique saison,.

## Synopsis
Un extraterrestre s'écrase dans les champs pétrolifères du Nouveau-Mexique avec une mission : il doit trouver la brillante scientifique Justin Falls, la seule femme sur terre qui peut l'aider à sauver son espèce. Alors même qu'il lutte pour s'adapter à notre monde et devenir plus "humain", sa foi en l'humanité ne saurait être plus basse. Duo improbable, ils découvrent ensemble que pour sauver son monde, ils doivent d'abord sauver le nôtre.

## Distribution

### Acteurs principaux
- Chiwetel Ejiofor (VF : Frantz Confiac) : l'Extraterrestre Faraday
- Naomie Harris (VF : Annie Milon) : Justin Falls
- Annelle Olaleye : Molly Falls
- Clarke Peters (VF : Rody Benghezala) : Josiah Falls
- Bill Nighy (VF : Jean Barney) : Thomas Jerome Newton
- Jimmi Simpson (VF : Sébastien Desjours) : Spencer Clay
- Kate Mulgrew (VF : Annie Sinigalia) : Drew Finch
- Sonya Cassidy (VF : Flora Brunier) : Edie Flood
- Joana Ribeiro (VF : Caroline Victoria) : Lisa Dominguez
- Rob Delaney (VF : Bernard Gabay) : Hatch Flood

### Acteurs récurrents
- Tanya Moodie (en) (VF : Virginie Emane) : Portia
- Juliet Stevenson (VF : Frédérique Tirmont) : Sœur Mary Lou Prescott
- Art Malik : Henning Khan
- Joshua Herdman : Terry Mannch
- Laurie Kynaston (VF : Benjamin Bollen) : Clive Food

### Invités
- Martha Plimpton (VF : Daria Levannier) : l'officier K. Faraday
- Zoë Wanamaker (VF : Josiane Pinson) : Watt
- Victoria Smurfit : Penny Morgan

 Source et légende : version française (VF) sur RS Doublage et cartons télévisés du doublage français.

## Production

### Développement
Adaptation télévisée du roman de Walter Tevis, L'Homme tombé du ciel, déplacée de Hulu vers Paramount+ en août 2019. Créée par Jenny Lumet et Alex Kurtzman, elle était en développement chez Hulu depuis plus d'un an et a été transférée à la suite de l'acquisition de 21st Century Fox par Disney, des désaccords sur la coproduction n'ayant pu être résolus.
En février 2021, Chiwetel Ejiofor a été désigné pour jouer dans la série, dans le rôle de l'extraterrestre Faraday. Le mois suivant, la série a été transférée sur Showtime, avec Naomie Harris, Jimmi Simpson et Clarke Peters ajoutés à la distribution,,,. Rob Delaney, Sonya Cassidy, Joana Ribeiro et Annelle Olayele ont rejoint la série en avril,,. En août, Kate Mulgrew a rejoint la série dans un rôle récurrent. En janvier 2022, Bill Nighy a été choisi pour jouer Thomas Jerome Newton, le rôle que David Bowie a joué dans le film.
Le tournage a commencé le 3 mai 2021 à Londres,.
La série était initialement prévue pour une sortie en 2021 sur Paramount+. Elle a été diffusée pour la première fois le 24 avril 2022 sur Showtime et sur Paramount+ à l'international.

### Accueil critique
Le site d'agrégation de critiques Rotten Tomatoes a rapporté un taux d'approbation de 86 % avec une note moyenne de 6,7/10, sur la base de 29 critiques. Le consensus des critiques du site web indique que « The Man Who Fell to Earth n'est peut-être pas hors du monde, mais l'imposant Chiwetel Ejiofor donne à cette bizarrerie spatiale un sérieux terrestre. ». Metacritic, qui utilise une moyenne pondérée, a attribué une note de 68 sur 100 sur la base de 16 critiques, ce qui indique des "critiques généralement favorables".

## Épisodes
| Saisons | Nombre d'épisodes | Diffusion originale sur Showtime | Diffusion originale sur Showtime | Diffusion originale sur Showtime |
| Saisons | Nombre d'épisodes | Années                           | Début de saison                  | Fin de saison                    |
| ------- | ----------------- | -------------------------------- | -------------------------------- | -------------------------------- |
| 1       | 10                | 2022                             | 24 avril 2022                    | 3 juillet 2022                   |

Chaque épisode porte le titre d'une chanson de David Bowie.
1. Hallo Spaceboy
2. Unwashed and Somewhat Slightly Dazed
3. New Angels of Promise
4. Under Pressure
5. Moonage Daydream
6. Changes
7. Cracked Actor
8. The Pretty Things Are Going to Hell
9. As The World Falls Down
10. The Man Who Sold the World